# Swann Oberson
Swann Oberson (* 26. Juli 1986 in Genf) ist eine Schweizer Schwimmerin. Sie startet für den Verein Natation Sportive Genève und lebt in Thônex. Neben der schweizerischen besitzt sie auch die französische Staatsbürgerschaft.
Oberson nahm im Alter von zwölf Jahren erstmals an Schwimmwettbewerben teil. Sie spezialisierte sich auf die langen Freistilstrecken und auf Langstreckenschwimmen. Auf nationaler Ebene blieb sie zunächst im Schatten von Europameisterin Flavia Rigamonti. Dies änderte sich 2007, als sie über 1500 m Freistil ihren ersten Schweizermeistertitel gewann. Im selben Jahr erreichte sie bei der Universiade in Bangkok Platz 7.
Bei den Schwimmeuropameisterschaften 2008 in Eindhoven wurde sie über 1500 m Freistil Fünfte. Am 19. April 2008 erzielte sie in Bellinzona ihren ersten Schweizer Rekord, als sie über 1500 m in der Kurzbahn Rigamontis acht Jahre alte Bestmarke um fast neun Sekunden unterbot (16:23,02 Minuten).
An den Olympischen Sommerspielen 2008 in Peking gelang Oberson am erstmals ausgetragenen 10-Kilometer-Rennen ihr bisher wertvollstes Resultat. Sie belegte den sechsten Rang.
Bei den Schwimmweltmeisterschaften 2011 im Ostchinesischen Meer vor Shanghai wurde sie Weltmeisterin über 5 km in 1:00:39,7 h vor Aurélie Muller aus Frankreich (1:00:40,1 h).